# CAF Cup 2002
Der CAF Cup 2002 war die 11. Spielzeit des drittwichtigsten afrikanischen Wettbewerbs für Vereinsmannschaften im Fußball unter dieser Bezeichnung. Die Saison begann mit der ersten Runde am 8. März 2002 und endete mit den Finalspielen im November 2002. Titelverteidiger war der algerische Verein JS Kabylie.
Sieger wurde zum dritten Mal in Folge JS Kabylie aus Algerien, die sich im Finale nach einem Gesamtergebnis von 4:1 gegen Tonnerre Yaoundé durchsetzen konnten.

## Erste Runde
Die Hinspiele wurden vom 8. bis zum 17. März, die Rückspiele vom 23. bis zum 24. März 2002 ausgetragen.
|                           | Gesamt          |                                   | Hinspiel | Rückspiel |
| ------------------------- | --------------- | --------------------------------- | -------- | --------- |
| Saint-George SA           | 1:0             | Kampala Capital City Authority FC | 1:0      | 0:0       |
| al-Hilal Khartum          | 2:3             | Étoile Sportive du Sahel          | 2:1      | 0:2       |
| Kabwe Warriors            | 1 w/o 1         | Botswana Defence Force XI         | —        | —         |
| al-Masry                  | 4:0             | Mathare United FC                 | 2:0      | 2:0       |
| JS Saint-Pierre           | (a)2:2(a)       | AS Adema                          | 2:1      | 0:1       |
| Mtibwa Sugar FC           | (a)1:1(a)       | Ferroviário Maputo                | 0:0      | 1:1       |
| Al Tahaddy SC             | 2:4             | FUS de Rabat                      | 1:3      | 1:1       |
| Satellite FC              | 2:0             | Manchester Congo Mouilla          | 1:0      | 1:0       |
| Tonnerre Yaoundé          | 6:3             | Deportivo Mongomo                 | 4:2      | 2:1       |
| TP Akwembé                | (a)4:4(a)       | SC Utexafrica                     | 3:0      | 1:4       |
| Atlético Sport Aviação    | 1:1 (5:6 i. E.) | Rayon Sports                      | 1:0      | 0:1       |
| AshantiGold SC            | (a)5:5(a)       | Satellite FC                      | 4:3      | 1:2       |
| Alkali Nassara Club       | 1:6             | Maranatha Fiokpo                  | 1:3      | 0:3       |
| Warri Wolves FC           | 2:4             | Djoliba AC                        | 2:1      | 0:3       |
| ASFA-Yennenga Ouagadougou | (a)1:1(a)       | ASEC Ndiambour                    | 1:1      | 0:0       |
| JS Kabylie                | 1 bye 2         |                                   | —        | —         |

Anmerkungen

## Zweite Runde
Die Hinspiele wurden vom 13. bis zum 14. April, die Rückspiele vom 26. bis zum 28. April 2002 ausgetragen.
|                           | Gesamt    |                          | Hinspiel | Rückspiel |
| ------------------------- | --------- | ------------------------ | -------- | --------- |
| Saint-George SA           | 5:9       | Étoile Sportive du Sahel | 2:1      | 3:8       |
| Botswana Defence Force XI | (a)4:4(a) | al-Masry                 | 4:2      | 0:2       |
| AS Adema                  | (a)2:2(a) | Mtibwa Sugar FC          | 1:0      | 1:2       |
| FUS de Rabat              | 0:1       | Satellite FC             | 0:0      | 0:1       |
| Tonnerre Yaoundé          | 3:2       | TP Akwembé               | 1:0      | 2:2       |
| Rayon Sports              | 6:5       | Satellite FC             | 2:3      | 4:2       |
| Maranatha Fiokpo          | (a)2:2(a) | Djoliba AC               | 2:1      | 0:1       |
| ASEC Ndiambour            | 3:6       | JS Kabylie               | 0:0      | 3:6       |

## Viertelfinale
Die Hinspiele wurden vom 31. August bis zum 1. September, die Rückspiele vom 13. bis zum 15. September 2002 ausgetragen.
|                          | Gesamt    |                  | Hinspiel | Rückspiel |
| ------------------------ | --------- | ---------------- | -------- | --------- |
| AS Adema                 | 0:3       | al-Masry         | 0:1      | 0:2       |
| JS Kabylie               | 2:1       | Djoliba AC       | 2:1      | 0:0       |
| Satellite FC             | 4:1       | Rayon Sports     | 2:0      | 2:1       |
| Étoile Sportive du Sahel | (a)2:2(a) | Tonnerre Yaoundé | 2:1      | 0:1       |

## Halbfinale
Die Hinspiele wurden vom 4. bis zum 6. Oktober, die Rückspiele vom 18. bis zum 20. Oktober 2002 ausgetragen.
|                  | Gesamt    |              | Hinspiel | Rückspiel |
| ---------------- | --------- | ------------ | -------- | --------- |
| al-Masry         | 1:2       | JS Kabylie   | 1:0      | 0:2       |
| Tonnerre Yaoundé | (a)2:2(a) | Satellite FC | 1:0      | 1:2       |

## Finale

### Hinspiel
| JS Kabylie                                        | JS Kabylie | Tonnerre Yaoundé | Tonnerre Yaoundé |
| ------------------------------------------------- | --- | --- | ---------------- |
| JS Kabylie                                        | \| 8. November 2002 in Algier (Stade 5 Juillet 1962) \| \| Ergebnis: 4:0 (2:0) \| \| Zuschauer: 80.000 \| \| Schiedsrichter: Coffi Codjia ( Benin) \| | \| 8. November 2002 in Algier (Stade 5 Juillet 1962) \| \| Ergebnis: 4:0 (2:0) \| \| Zuschauer: 80.000 \| \| Schiedsrichter: Coffi Codjia ( Benin) \|                                                                                                 | Tonnerre Yaoundé |
| JS Kabylie                                        | Lounès Gaouaoui – Slimane Raho, Noureddine Drioueche, Brahim Zafour, Samir Djouder – Mounir Dob (76. Mohamed Maghraoui), Lounès Bendehmane, Farouk Belkaïd, Hakim Boubrit (26. Rabie Dilmi) – Yacine Amaouche (89. Farid Dob), Hamid Berguiga Cheftrainer: Jean-Yves Chay ( Frankreich) | Tamen Kemajou – Benoit Moussongui, Alain Olinga, Gaston Bindzi, Ernest Apane – Jean-Pierre Mani, Roberts Sesay, Jean Eyoum (63. Hans Agbo), Emmanuel Nana Bikoula – Jean-Marc Etougou (50. Armand Dengoue), Francis Doe Cheftrainer: Richard Obatteba | Tonnerre Yaoundé |
| JS Kabylie                                        | 1:0 Amaouche (2.) 2:0 Berguiga (45.) 3:0 Drioueche (61.) 4:0 Berguiga (85.) | | Tonnerre Yaoundé |
| JS Kabylie                                        | Dob, Bendehmane | Olinga, Bindzi | Tonnerre Yaoundé |
| JS Kabylie                                        | Mani (31.) | | Tonnerre Yaoundé |
| 8. November 2002 in Algier (Stade 5 Juillet 1962) | | |                  |
| Ergebnis: 4:0 (2:0)                               | | |                  |
| Zuschauer: 80.000                                 | | |                  |
| Schiedsrichter: Coffi Codjia ( Benin)             | | |                  |

### Rückspiel
| Tonnerre Yaoundé                                    | Tonnerre Yaoundé | JS Kabylie | JS Kabylie |
| --------------------------------------------------- | --- | --- | ---------- |
| Tonnerre Yaoundé                                    | \| 24. November 2002 in Yaoundé (Stade Ahmadou Ahidjo) \| \| Ergebnis: 1:0 (1:0) \| \| Zuschauer: 30.000 \| \| Schiedsrichter: Hichem Guirat ( Tunesien) \|                                                                                     | \| 24. November 2002 in Yaoundé (Stade Ahmadou Ahidjo) \| \| Ergebnis: 1:0 (1:0) \| \| Zuschauer: 30.000 \| \| Schiedsrichter: Hichem Guirat ( Tunesien) \|                                                                                   | JS Kabylie |
| Tonnerre Yaoundé                                    | Tamen Kemajou – Nguini Mendouga, Gaston Bindzi, Roberts Sesay, Ben Teekloh (68. Armand Dengoue) – Alain Olinga, Emmanuel Nana Bikoula, Jean-Marc Etougou (80. Armel Etoundi), Jean Eyoum – Hans Agbo, Francis Doe Cheftrainer: Richard Obatteba | Lounès Gaouaoui – Slimane Raho (58. Hakim Boubrit), Noureddine Drioueche, Brahim Zafour, Samir Djouder – Mounir Dob, Lounès Bendehmane, Farouk Belkaïd, Farid Dob – Yacine Amaouche, Hamid Berguiga Cheftrainer: Jean-Yves Chay ( Frankreich) | JS Kabylie |
| Tonnerre Yaoundé                                    | 1:0 Eyoum (11.) | | JS Kabylie |
| Tonnerre Yaoundé                                    | Mendouga (88.) | Raho (27.) | JS Kabylie |
| 24. November 2002 in Yaoundé (Stade Ahmadou Ahidjo) | | |            |
| Ergebnis: 1:0 (1:0)                                 | | |            |
| Zuschauer: 30.000                                   | | |            |
| Schiedsrichter: Hichem Guirat ( Tunesien)           | | |            |